# 産業振興センター駅

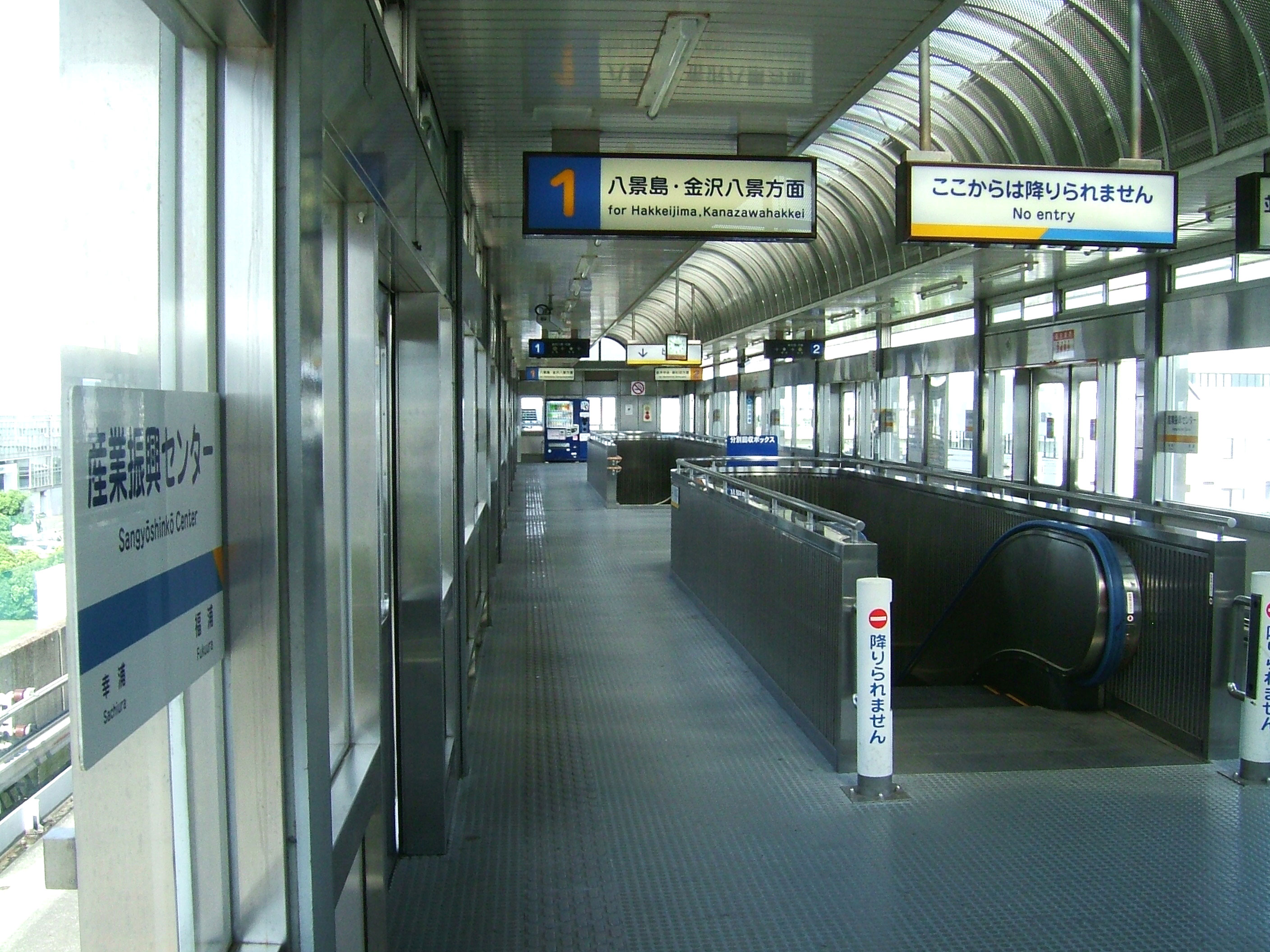
ホーム（2008年7月）

産業振興センター駅（さんぎょうしんこうセンターえき）は、神奈川県横浜市金沢区福浦一丁目にある、横浜シーサイドライン金沢シーサイドラインの駅である。駅番号は7。2010年（平成22年）4月より3年間、「アルファ本社前」の副駅名が付けられている。

## 歴史
- 1989年（平成元年）7月5日 - 開業[1][2]。
- 2005年（平成17年）3月21日 - 自動券売機を更新、供用を開始。
- 2006年（平成18年）9月1日 - 地上と改札を結ぶエレベーターの供用を開始。
- 2010年（平成22年）4月1日 - 鍵の製造会社のアルファが命名権を取得。3年間、「アルファ本社前」の副駅名が付く[3]。

## 駅構造
島式ホーム1面2線を有する高架駅。ホームの下部に駅舎があるが、無人駅となっている。自動券売機・自動改札設置駅。

### のりば
| 番線 | 路線                 | 方向 | 行先                 |
| ---- | -------------------- | ---- | -------------------- |
| 1    | 金沢シーサイドライン | 下り | 八景島・金沢八景方面 |
| 2    | 金沢シーサイドライン | 上り | 並木中央・新杉田方面 |

## 利用状況
2022年度の1日平均乗降人数は4,177人（乗車人員：2,082人、降車人員：2,095人）である。
近年の1日平均乗降・乗車人員推移は下記の通り。
| 年度               | 1日平均 乗降人員 | 1日平均 乗車人員 | 出典     |
| ------------------ | ---------------- | ---------------- | -------- |
| 1992年（平成04年） |                  | 2,014            |          |
| 1993年（平成05年） |                  | 1,922            |          |
| 1994年（平成06年） |                  | 2,054            |          |
| 1995年（平成07年） |                  | 2,192            | [ * 1 ]  |
| 1996年（平成08年） |                  | 2,231            |          |
| 1997年（平成09年） |                  | 2,188            |          |
| 1998年（平成10年） |                  | 2,060            | [ * 2 ]  |
| 1999年（平成11年） |                  | 2,025            | [ * 3 ]  |
| 2000年（平成12年） |                  | 2,046            | [ * 3 ]  |
| 2001年（平成13年） |                  | 2,243            | [ * 4 ]  |
| 2002年（平成14年） |                  | 2,310            | [ * 5 ]  |
| 2003年（平成15年） |                  | 2,271            | [ * 6 ]  |
| 2004年（平成16年） |                  | 2,313            | [ * 7 ]  |
| 2005年（平成17年） |                  | 2,389            | [ * 8 ]  |
| 2006年（平成18年） |                  | 2,237            | [ * 9 ]  |
| 2007年（平成19年） |                  | 2,555            | [ * 10 ] |
| 2008年（平成20年） |                  | 2,770            | [ * 11 ] |
| 2009年（平成21年） | 5,283            | 2,590            | [ * 12 ] |
| 2010年（平成22年） | 4,275            | 2,104            | [ * 13 ] |
| 2011年（平成23年） | 4,031            | 1,975            | [ * 14 ] |
| 2012年（平成24年） | 4,052            | 1,994            | [ * 15 ] |
| 2013年（平成25年） | 4,039            | 2,042            | [ * 16 ] |
| 2014年（平成26年） | 4,135            | 2,048            | [ * 17 ] |
| 2015年（平成27年） | 4,272            | 2,112            |          |
| 2016年（平成28年） | 4,410            | 2,180            |          |
| 2017年（平成29年） | 4,575            | 2,271            |          |
| 2018年（平成30年） | 4,699            | 2,330            |          |
| 2019年（令和元年） | 4,589            | 2,295            |          |
| 2020年（令和02年） | 3,896            | 1,950            |          |
| 2021年（令和03年） | 4,004            | 1,997            |          |
| 2022年（令和04年） | 4,177            | 2,082            |          |

## 駅周辺
- 横浜市金沢産業振興センター
- 横浜金沢ハイテクセンター
- 横浜テクノタワーホテル
- アルファ本社
- 首都高速湾岸線
- 国道357号

## バス路線
駅近くの「産業振興センター」が最寄りバス停。京浜急行バスによる運行。発着する路線の詳細は京浜急行バス追浜営業所を参照。
- <文17> 金沢文庫駅行 ※朝夕のみ

## 隣の駅
横浜シーサイドライン
 金沢シーサイドライン
幸浦駅 (6) - 産業振興センター駅 (7) - 福浦駅 (8)